# Izoindol
Az izoindol kondenzált benzol- és pirrolgyűrűből álló heterociklusos vegyület. Az izoindol az indol izomerje. Redukált formája az izoindolin.
Oldatban túlnyomórészt a nem teljesen aromás tautomer formája van jelen:[forrás?]
így a vegyület inkább a pirrolra, semmint egy egyszerű iminre hasonlít. Az izoindol a festékként használt ftalocianinok építőeleme.

## Izoindol-1,3-dionok
A kereskedelmileg jelentős ftálimid egy izoindol-1,3-dion, melyben a heterociklusos gyűrűhöz két karbonilcsoport kapcsolódik. A thalidomid ezen a molekulaszerkezeten alapuló hírhedt gyógyszerhatóanyag.

## Fordítás
Ez a szócikk részben vagy egészben  az   Isoindole című angol Wikipédia-szócikk ezen változatának fordításán alapul.  Az eredeti cikk szerkesztőit annak laptörténete sorolja fel. Ez a jelzés csupán a megfogalmazás eredetét és a szerzői jogokat jelzi, nem szolgál a cikkben szereplő információk forrásmegjelöléseként.